# Ján Ondruš
Ján Ondruš, ps. Ján Bábik (ur. 11 marca 1932 w Novej Vésce, zm. 7 listopada 2000 w Stupavie) – słowacki poeta. Jeden z najważniejszych poetów słowackich XX wieku.

## Życiorys

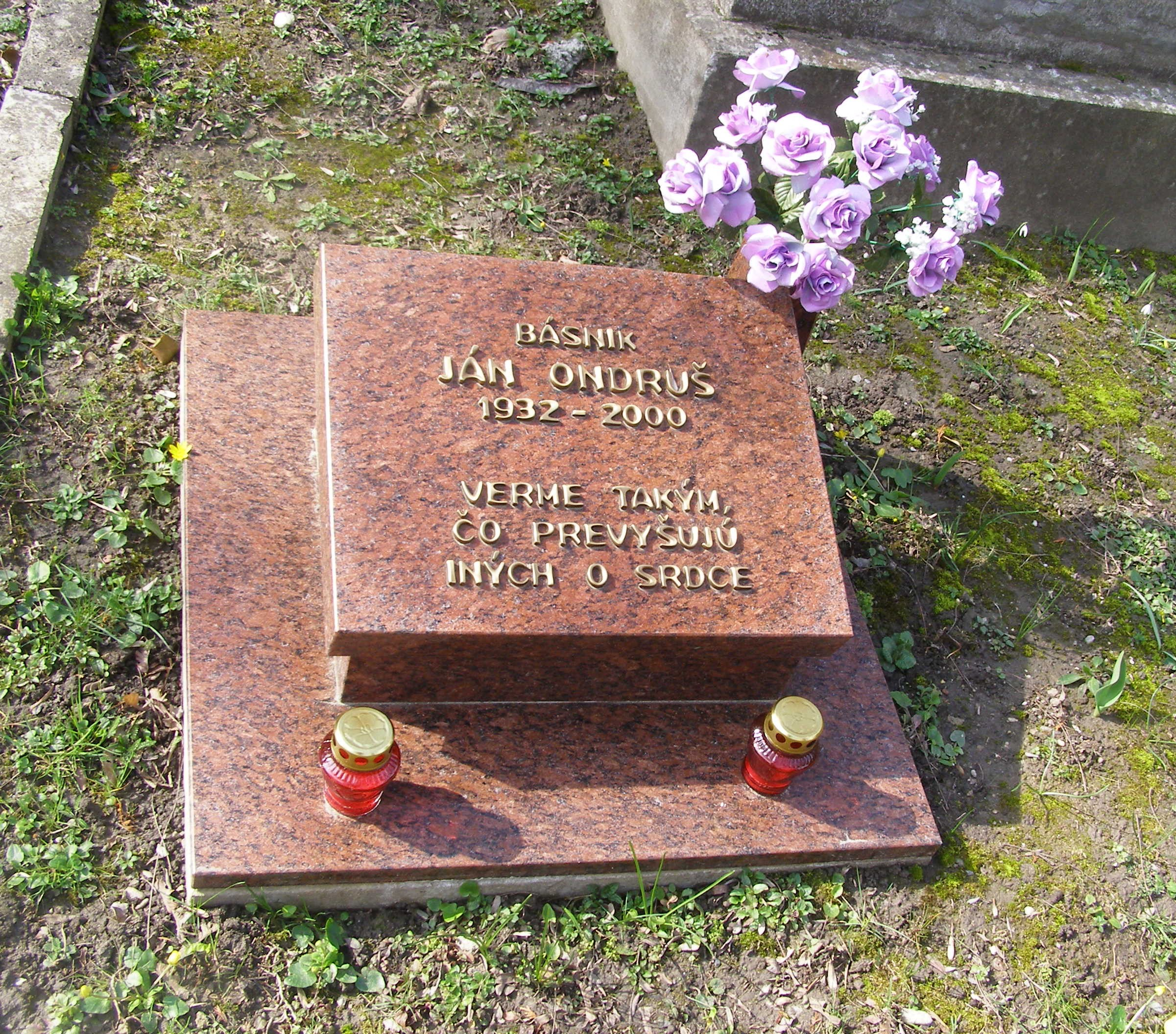
Grób Jána Ondruša

Ján Ondruš skończył szkołę średnią w Nitrze, po czym rozpoczął studia w Pradze, których ze względów zdrowotnych nie ukończył. Pracował jako urzędnik w kopalni węgla, później był bibliotekarzem i pracownikiem Teatru J. G. Tajovskiego w Bańskiej Bystrzycy. Ze względu na pogarszający się stan zdrowia, od 1961 roku utrzymywał się z renty inwalidzkiej. W latach 70. stał się persona non grata w komunistycznej Czechosłowacji. Ten status przypieczętowała desperacka prośba o możliwość opuszczenia kraju, którą Ondruš pisemnie wystosował do prezydenta Gustava Husáka. W czasach inwigilacji i prześladowań, list musiał być odebrany albo jako element działalności wywrotowej, albo jako przejaw szaleństwa. W latach 80. Ondruš został umieszczony w domu opieki. Choć w opinii poety było to kolejne poniżenie i ograniczenie wolności, którego doświadczył ze strony władz, dla jego bliskich było to mniejsze zło, niż polityczne prześladowania, które groziły Ondrušowi.

## Twórczość
Ondruš jest najważniejszym przedstawicielem zawiązanej w 1957 roku grupy tzw. „konkretystów”, którzy w opozycji do obowiązującego wtedy socrealizmu postawili na konkret, sensualność i eksperymenty językowe. Zadebiutował w 1956 roku dziesięcioma wierszami, które ukazały się w „Mladej tvorbie”. Jego pierwszy tomik poezji, Vajíčko (1958), odrzuciła cenzura; wydawnictwo Mladé letá odesłało rękopis do autora bez podania przyczyn odrzucenia. Po latach redaktor wydawnictwa Milan Ferko stwierdził, że wynikało to z rzekomego eksperymentalnego charakteru wierszy, który nie przystawał do profilu wydawnictwa. Jednak wydawnictwo opublikowało w tym samym okresie zbiór Dotyky Miroslava Válka o wyraźnie eksperymentalnym charakterze, szczególnie w porównaniu do przejrzystej, konkretnej poezji Ondruša. W rezultacie, choć Ondruš był wiodącą postacią grupy tzw. trnawskich poetów, wydał swój pierwszy tomik jako ostatni w tym kręgu literackim.
Tomik Šialený mesiac ukazał się siedem lat po próbie wydania Vajíčka. W zbiorze widać charakterystyczny styl Ondruša: „zwichnięty” język oraz powracające motywy rozdwojenia i przeciwieństw, za które był później politycznie prześladowany. Dziś tomik jest interpretowany jako obraz wewnętrznego dramatu człowieka uwięzionego w rzeczywistości pełnej sprzeczności i jednocześnie próbą ich przezwyciężenia. Gdy w latach 70. Ondruš stał się niemile widziany przez komunistyczne władze, jego tomik Mužské korenie (1972) został przemilczany przez krytykę.
Choć Ondruš przede wszystkim tworzył poezję, przełożył także z serbskiego wiersze Vasko Popy, które ukazały się w 1966 roku pod tytułem Večne neviditeľná. Napisał także jedną książkę dla dzieci, Kreslím koňo koňaté (nieopublikowana). W 1965 roku Ondruš został uhonorowany nagrodą Ivana Kraski. Był trzykrotnie (1994, 1999 i 2000) nominowany przez prezesa słowackiego PEN Clubu do Nagrody Nobla w dziedzinie literatury.
Wiersze Ondruša zostały przełożone na niemiecki, serbski, bułgarski, węgierski, słoweński i hiszpański. Na polski tłumaczyli je m.in. Włodzimierz Kaniewski, Franciszek Nastulczyk, Andrzej Piotrowicz oraz Jerzy Pleśniarowicz. Wybrane wiersze ukazały się również w magazynie „Elewator” w przekładzie Zbigniewa Macheja, który poświęcił poecie także poemat „Kwestionariusz Ondrušowski” oraz esej. W 2021 ukazał się po polsku tom poezji Przełykanie włosa Ondruša w przekładzie tego samego tłumacza.

## Dzieła
- Vajíčko (1956; data publikacji: 1984)
- Šialený mesiac (1956)
- Posunok s kvetom (1968)
- V stave žlče (1968)
- Kľak (1970)
- Mužské korenie (1972)
- Pamäť (1982) – wybór
- Prehĺtanie vlasu (1996) – zbiór wcześniejszych, poprawionych wierszy[4]
- Ovca vo vlčej koži (1997)
- Básnické dielo (2011) – dzieła zebrane

Źródło.

## Publikacja o Ondrušu
- Zoltán Rédey: Ján Ondruš. Bratislava: Kalligram, 2003. ISBN 80-7149-603-0. Brak numerów stron w książce